# Cliffortia apiculata
Cliffortia apiculata är en rosväxtart som beskrevs av August Henning Weimarck. Cliffortia apiculata ingår i släktet Cliffortia och familjen rosväxter. Inga underarter finns listade i Catalogue of Life.